# Tresavica
Tresavica ali tremor je nenamerno, večinoma ritmično in neželeno premikanje mišic, ki vključuje oscilacijska gibanja enega ali več delov telesa. Prizadene lahko dlani, roke, glavo, obraz, glasilke, telo in noge. Največkrat se pojavi v rokah. Pri nekaterih bolnikih je tresavica posledica nevrološke bolezni. Pogosta oblika tresavice je šklepetanje z zobmi, kar kaže na podhladitev, ko telo generira toploto s tresavo termogenezo.

## Vzroki
Na splošno se tremor pojavlja v delu možgan, ki nadzirajo mišice posameznih delov telesa, najpogosteje rok. Nevrološki problemi ki lahko izzovejo tremor, so multipla skleroza, kap, mehanske poškodbe možganov zaradi udarcev, nevrološke bolezni, ki okvarijo ali uničijo dele možganov. Vzrok je lahko tudi zloraba zdravil oziroma drog, kot so amfetamini, kofein, kortikostatiki in nekatera psihiatrična zdravila. Možen vzrok je zloraba alkohola, zastrupitev z živim srebrom ali poškodbe jeter. Pri sladkornih bolnikih se pojavi ob hipoglikemiji skupaj z zmedenostjo, potenjem in povišanim srčnim utripom. Tremor se lahko pojavi ob pomankanju vitaminov, ob neprespanosti ali ob stresu.
Za tremor je zelo značilno ritmično tresenje dlani, rok, glave, nog, telesa, glasilk, kar lahko oteži pisanje in risanje, kot tudi uporabo vsakdanjih opravil, ki zahtevajo natančnost (jedilni pribor, ključi). Nekateri tremorji se pojačajo ob stresu ali močnejšemu razburjenju, fizični izčrpanosti ali pa ob dvigovanju težjih tovorov.
Tremor se lahko pojavi v vsaki dobi življenja. Intenzivira in pogosteje se pojavi v srednjih ter poznih letih. Na začetku se pojavlja redko, potem občasno in kasneje vse bolj pogosto. Obolevnost moških in žensk je enaka. Čeprav tresavica ni življenjsko ogrožajoče stanje, pa je za bolnika lahko neprijeten zaradi oteževanja nekaterih opravil in zaradi občutka sramu.

## Zdravljenje
Za esencialni tremor, ki nima drugih znanih vzrokov, se za zdravljenje uporabljajo tablete beta blokatorjev (največkrat propronalol ali ropinorole), ki v mnogih primerih odpravi motnjo ali jo vsaj močno zmanjša.